# Villa La Unión
Villa La Unión ist eine Ortschaft und ein Municipio in der Provinz Chimborazo in Zentral-Ecuador. Beim Zensus 2010 betrug die Einwohnerzahl im urbanen Bereich von Villa La Unión 2.313. In Cajabamba, Teil von Villa La Unión, befindet sich der Verwaltungssitz des Kantons Colta.

## Lage
Villa La Unión liegt auf einer Höhe von 3200 m im Andenhochtal von Zentral-Ecuador. Die Stadt liegt im Westen der Provinz Chimborazo 14 km westsüdwestlich der Provinzhauptstadt Riobamba.
Das Municipio Villa La Unión grenzt im Norden an die Parroquias San Juan und Santiago de Calpi (beide im Kanton Riobamba), im Nordosten an die Parroquia Licán und an das Municipio von Riobamba, im Osten an die Parroquias Cacha (Kanton Riobamba) und Santiago de Quito, im Süden an die Parroquias Columbe und Juan de Velasco sowie im Westen an die Provinz Bolívar mit den Parroquias Santiago, San Lorenzo und San Simón.

## Municipio
Das 192,5 km² große Municipio Villa La Unión wird aus zwei Parroquias urbanas gebildet: Cajabamba und Sicalpa (⊙). Beim Zensus 2010 lebten 18.561 Einwohner im Municipio.

## Verkehr
Die Fernstraße E35 (Riobamba–Guamote) führt durch Cajabamba.